# Rosalind Gefre
Sister Rosalind Gefre (Sister Roz, geb. Mary Margaret Gefre; 6. November 1929, Strasburg, North Dakota) ist eine katholische Ordensschwester der Sisters of St. Joseph of Carondelet. Sie wurde bekannt für ihre Bemühungen gegen die Stigmatisierung von Massage. Unter anderem bot sie Fans des Baseball-Teams St. Paul Saints bei den Spielen Massagen an.

## Leben
Mary Margaret Gefre wurde am 6. November 1929 in Strasburg, North Dakota, geboren. Sie war die achte von zwölf Kindern. Ihr Vater starb, als sie sechs Jahre alt war. Sie wuchs auf einer Farm in der Nähe von Strasburg auf. Die Familie sprach zu Hause nur Deutsch und sie wurde gelegentlich in der Schule dafür bestraft Deutsch zu sprechen. Erst als sie in den Konvent eintrat, nutzte sie Englisch als Hauptsprache. Gefre trat 1948, im Alter von 19 Jahren in den Konvent der Sisters of St. Joseph of Carondelet in Saint Paul, Minnesota ein. 1949 nahm sie den Namen Rosalind an. Als Schwester arbeitete sie als Köchin und als Krankenschwester (licensed practical nurse). Ihre Licensure erwarb sie 1968.

### Massage-Therapie
Gefre begann 1968 ihre Mutter zu pflegen. Als sie ihre Mutter zur Massage brachte, erhielt Gefre selbst eine. Sie erzählte, dass sie danach ihre erste gute Nacht in Jahren hatte und ihr Verdauungssystem sich ebenfalls entspant hatte. Sie begann Massage-Therapie zu erlernen und machte mehr als 1.000 Trainingsstunden in Aberdeen und Saint Paul. Sie begann im YMCA in Fargo, North Dakota, Massage anzubieten.
In dieser Zeit wurden Massage-Salons mit Prostitution in Verbindung gebracht. Gefre bemühte sich, die Wahrnehmung des Berufstandes zu verändern und Gesetze zu erlassen, welche die professionellen Angebote von Sexgewerbe unterschieden. Am 14. Februar 1983 eröffnete sie eine Praxis an der Grand Avenue in Saint Paul mit zwei anderen Frauen. Zwei Tage später schloss die Sittenpolizei (vice squad) zeitweise die Praxis wegen fehlender Lizenz, indem sie ein Gesetz gegen Prostitution in Anspruch nahmen. Gefre und ihre Partnerinnen hatten zwar keine Einwände gegen die Lizenzierung, aber sie wandten sich gegen die Schließung auf Grundlage der städtischen Verordnung zur Verhinderung von Prostitution und fochten die Schließung vor Gericht an. Sie erhielten eine einstweilige Verfügung, die ihnen die Wiedereröffnung im März erlaubte. Obwohl sie eine professionelle und nicht-sexuelle Praxis (non-sexual clinic) betrieb, erhielt Gefre gelegentlich Anrufe von Personen, die „schmutzige Gespräche mit einer Nonne führen“ („talk dirty to a nun“) wollten; Bei einer solchen Gelegenheit wies Gefre den Mann zurecht und sagte: „Eines Tages wirst du sterben und dem Herrn gegenüberstehen. Ist das etwas, wofür du verurteilt werden möchtest? Fühlst du dich gut mit dem, was du tust?“ („one of these days you’ll die and you’ll be face to face with the Lord. Is this call the kind of thing you want to be judged for? Do you feel good about what you’re doing?“).
Gefre verglich ihren Dienst mit der Geschichte von Jesus, der einen Aussätzigen heilte, und erklärte, sie wisse, dass Jesus neben ihr stehe, während sie die Massagen durchführe. Sie sagte: „Wir sind eine Gesellschaft, die nach Gott und nach Haut hungert. Im Kontext der Massage kann man bis zu einem gewissen Grad beides tun.“ („We are a society that is God-hungry and skin-hungry. In the context of massage, to some extent you can do both.“) 1988 betrieb Gefre drei Massagezentren und eine Massageschule im Gebiet der Twin Cities. Sie betrieb Massagekliniken in Minneapolis, Edina, Saint Paul und White Bear Lake und führte Massageschulen in West Saint Paul und Fargo, North Dakota. Zeitweise betrieb sie fünf Schulen und sieben Praxen, allerdings führte die Weltfinanzkrise 2007–2008 dazu, dass viele davon schließen mussten. Mit den verbleibenden Kliniken, die ihren Namen mit ihrer Erlaubnis verwenden, ist sie nicht mehr verbunden.
1993 begann Gefre, bei den Baseballspielen des neu gegründeten Minor-League-Teams St. Paul Saints Massagen anzubieten. In den ersten Jahren lief es wegen des gesellschaftlichen Stigmas, das Massagen betraf, schleppend, doch mit der Zeit wurden die Warteschlangen länger und Gefre wurde zu einer beliebten Anlaufstelle für Massagen, Gebete und Umarmungen. Ihre Popularität stieg so stark, dass sogar die Minnesota Timberwolves sie im Target Center Massagen durchführen ließen. Bis 2006 hatte Gefre schätzungsweise 7.000 Massagen bei Saints-Spielen gegeben. Am 8. Juni 2006 und 10. August 2024 verteilten die Saints Wackelkopf-Figuren (bobblehead) von Schwester Roz. Obwohl sie seit über zwei Jahrzehnten Saints-Spiele besucht, weiß Gefre nur sehr wenig über Baseball. 2015, im Alter von 84 Jahren, ging Gefre Fallschirmspringen, um Geld für die Wohltätigkeitsorganisation Aging But Dangerous zu sammeln. Sie ist kurz in der Netflix-Dokumentation The Saint of Second Chances über den Saints-Präsidenten Mike Veeck zu sehen.